# Víziváros (Budapešť)
Víziváros (německy Wasser Stadt, doslova česky Vodní město) je název pro lokalitu v Budapešti, hlavním městě Maďarska. Stojí na budínské straně města, příznačně na břehu Dunaje, v I. a II. správním obvodu. Zabírá prostor přibližně mezi Budínským hradem a Margaretiným mostem.

## Historie
Atraktivní lokalita mezi původním římským městem Aquincum a Budínským hradem byla osídlena nejspíše již v dobách antiky. Původní římskou osadu zde zničili nejspíše Sarmati ve 3. století. Ve středověku se osídlení začalo rozvíjet okolo zde stojících kostelů. Opevnění okolo Vízivárose vzniklo za vlády krále Zikmunda Lucemburského. Hospodářský rovoj města byl možný díky říčnímu přístavu na Dunaji. Přirozené centrum vznikalo okolo dnešního náměstí Batthyány tér. Po obléhání města byly kostely přestavěny na mešity a také zde vznikly lázně, které se dochovaly do dnešní doby. Roku 1686, kdy se bojovalo o město opět, byla většina domů téměř zničená. Poté se zde usadili němečtí kupci a později průmyslníci, lokalita byla přestavěna v barokním stylu. Sjednocením Budína a Pešti se stal Víziváros plně integrální součástí hlavního města Uher. Později zde byl postaven také most přes Dunaj (byť dočasný) a metro, které podchází pod celou místní části i Dunajem.